# San Pedro Apóstol (kommun)
San Pedro Apóstol är en kommun i Mexiko.   Den ligger i delstaten Oaxaca, i den sydöstra delen av landet, 400 km sydost om huvudstaden Mexico City.